# 완도 맹선리 상록수림
완도 맹선리 상록수림(莞島 孟仙里 常綠樹林)은 대한민국 전라남도 완도군 소안면 맹선리에 있는 상록수림이다. 1983년 8월 26일 대한민국의 천연기념물 제340호로 지정되었다.

## 개요
완도 맹선리의 상록수림은 소안도 해안가 언덕 위에 있는 길이 약 300m, 폭 약 35m에 이르는 숲이다. 큰 나무들이 많이 서 있고 숲 옆에는 길이 나 있으며 나무들이 서 있는 바로 아래는 바닷가이다. 숲을 구성하는 나무 종류로는 모밀잣밤나무, 붉가시나무, 후박나무, 생달나무, 광나무, 사스레피나무, 생달나무, 송악, 보리밥나무 등이 자라고 있다.
완도 맹선리의 상록수림은 바닷바람을 막아주는 방풍림의 기능과, 물고기들을 보호하고 숲 가까이로 유도하는 어부림의 구실을 하고 있다. 이는 우리 선조들의 자연을 이겨내고 이용해온 문화를 알 수 있는 자료가 되며, 우리나라의 대표적인 상록수림 가운데 하나이므로 천연기념물로 지정하여 보호하고 있다.

## 참고 자료
- 완도 맹선리 상록수림 - 국가유산청 국가유산포털